# Margit Kobeck-Peters
Margit Kobeck-Peters (* 1933) ist eine deutsche Opernsängerin (Mezzosopran) und Gesangspädagogin.

## Leben
Margit Kobeck-Peters begann ihre Karriere 1957 am Opernhaus Graz und wurde anschließend ab 1960 Ensemblemitglied am Opernhaus  Wuppertal.
Im Jahr 1960 wirkte sie als Grimgerde (Die Walküre) bei den Bayreuther Festspielen mit.
Von 1962 bis 1965 war sie erneut in Graz engagiert, nahm danach aber kein weiteres festes Engagement mehr an, sondern war bis Mitte der 1970er Jahre ausschließlich gastweise an verschiedenen Theatern in Deutschland und Österreich tätig.
Margit Kobeck-Peters war später als Gesangsprofessorin an der Musikhochschule Köln tätig, wo u. a. Frieder Lang ihr Schüler war.

## Repertoire
Zum Repertoire der Sängerin gehörten u. a. die Azucena in Giuseppe Verdis Trovatore, die Amneris in Aida desselben Komponisten, die Fricka, die Grimgerde und die Waltraute in Richard Wagners Ring des Nibelungen, die Brangäne in Tristan und Isolde, die Amme in Richard Strauss’ Oper Frau ohne Schatten und die Herodias in Salome.
Außerdem sang sie die Gräfin Geschwitz in Lulu von Alban Berg, die Judith in Herzog Blaubarts Burg von Béla Bartók und die Auntie in Benjamin Brittens Peter Grimes.